# Medalha de D. Afonso Henriques - Mérito do Exército
A Medalha de D. Afonso Henriques - Mérito do Exército é uma medalha militar portuguesa, criada em 11 de Outubro de 1985 com a designação de Medalha de D. Afonso Henriques - Patrono do Exército, e destina-se a galardoar os militares e civis, nacionais ou estrangeiros, que, no âmbito técnico-profissional, revelem elevada competência, extraordinário desempenho e relevantes qualidades pessoais, contribuindo significativamente para a eficiência, prestígio e cumprimento da missão do Exército Português.
É uma das primeiras três medalhas privativas, uma por cada ramo das Forças Armadas, criadas em 1985, e que precederam a Medalha da Cruz de São Jorge, em 2000, do Estado Maior General das Forças Armadas, e a Medalha da Defesa Nacional, do Ministério da Defesa, em 2002.

## Classes
O seguinte critério de atribuição aplica-se à concessão da medalha:
- 1.ª Classe (MPAH) - oficial general e coronel
- 2.ª Classe (MSAH) - tenente-coronel e major
- 3.ª Classe (MTAH) - outros oficiais e sargento-mor
- 4.ª Classe (MQAH) - outros sargentos e praças

## Distintivos
|  |  |  |